# Bateria da Alagoa

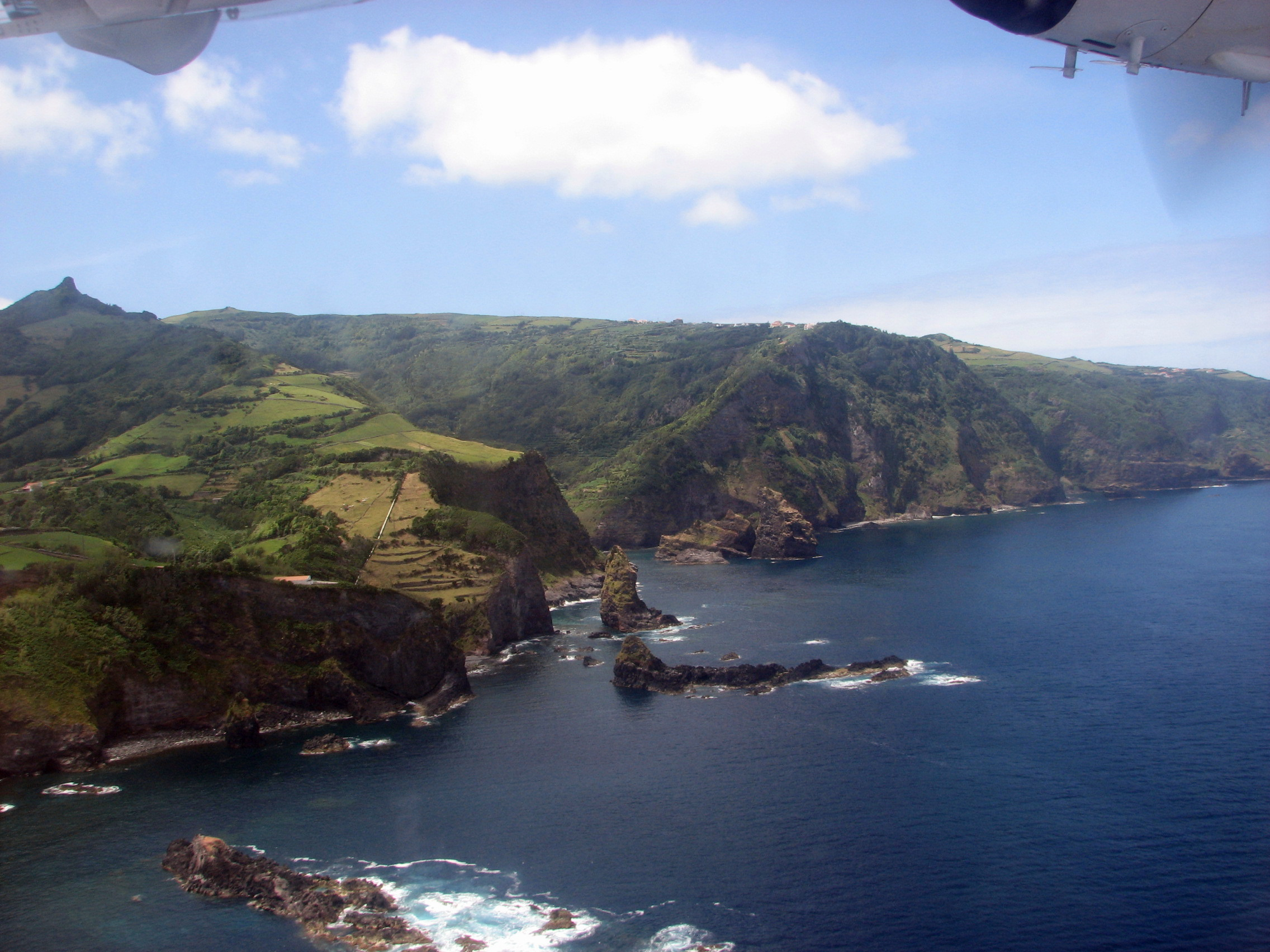
A baía da Alagoa e os seus ilhéus, ilha das Flores.

A Bateria da Alagoa localizava-se na baía da Alagoa, freguesia dos Cedros, concelho de Santa Cruz das Flores, na costa nordeste da ilha das Flores, nos Açores.
Em posição dominante sobre este trecho do litoral, constituiu-se em uma bateria destinada à defesa deste ancoradouro contra os ataques de piratas e corsários, outrora frequentes nesta região do oceano Atlântico.

## História
Dela existe alçado e planta, com o título "Bateria da Alagoa", de autoria do sargento-mor do Real Corpo de Engenheiros, José Rodrigo de Almeida (1822).
A "Relação" do marechal de campo Barão de Bastos em 1862 refere-o como "Posto da Praia da Freguezia dos Cedros", informa que "Tem uma pequena caza arruinada" e acrescenta: "Não existem vestígios de fortificação."
A estrutura não chegou até aos nossos dias.